# Parafia św. Antoniego w Piotrowcach Górnych
Parafia św. Antoniego w Piotrowcach Górnych – parafia rzymskokatolicka terytorialnie i administracyjnie znajdująca się w archidiecezji lwowskiej, w dekanacie Czerniowce. W parafii posługują księża archidiecezjalni. Według stanu na marzec 2024 proboszczem parafii był ks. Piotr Dochtycz z parafii Przemienienia Pańskiego w Piotrowcach Dolnych, którego probostwo w tejże parafii wynika z zasad przynależności posługi. 